# ليساندر

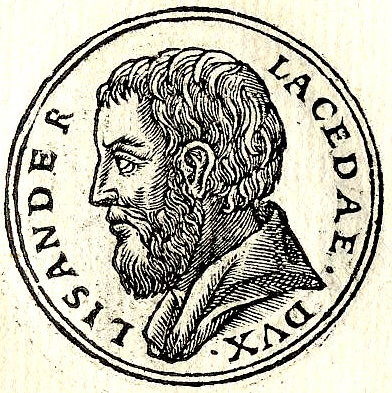
لوحة لليساندر في سنة 1553.

ليساندر (باليونانية: Λύσανδρος)‏ هو أميرال من مدينة إسبرطة قاد عدة حروب ضد أثينا وتمكن من هزيمة الأثينيين في معركة أيجوسبوتامي في سنة 405 ق م وألتي تمكنت من خلال هذه المعركة من انتصار إسبرطة على أثينا في الحرب البيلوبونيسية.